# Garbayuela
Garbayuela es un municipio y localidad española del este de la provincia de Badajoz, en la comunidad autónoma de Extremadura. El término municipal tiene una población de 475 habitantes (INE 2024).

## Geografía

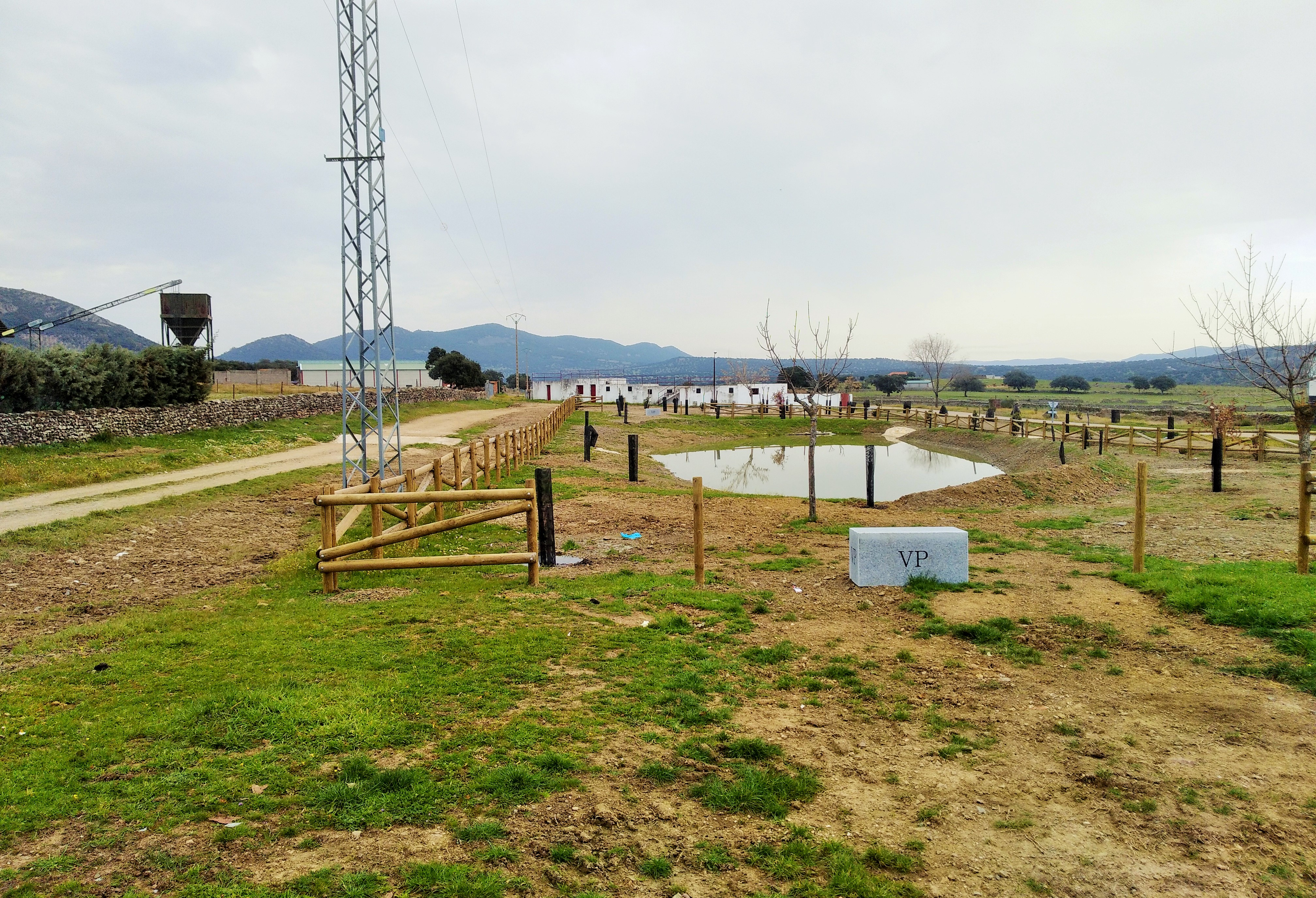
Descansadero de ganado en vía pecuaria

Integrado en la comarca de La Siberia Extremeña, se sitúa a 191 km de la capital provincial. El término municipal está atravesado por la carretera nacional N-430 entre los pK 182 y 190 y por carreteras locales que conectan con Siruela (BA-135),  Tamurejo (BAV-4014). El nombre del municipio aparecía como Garvayuela en el censo de 1842.
El relieve del municipio está definido por las sierra de Mirabueno y los Villares al norte y la vega del río Guadalemar al sur, que hace de límite con Siruela. La altitud oscila entre los 785 m (Peñón del Castillo), al norte del pueblo, y los 390 m a orillas del río Guadalemar, en el extremo suroccidental. El pueblo se alza a 487 m sobre el nivel del mar.
| Noroeste: Puebla de Alcocer | Norte: Puebla de Alcocer y Fuenlabrada de los Montes | Noreste: Fuenlabrada de los Montes                    |
| Oeste: Puebla de Alcocer    |                                                      | Este: Fuenlabrada de los Montes y Agudo (Ciudad Real) |
| Suroeste: Siruela           | Sur: Siruela                                         | Sureste: Tamurejo                                     |

## Historia
Garbayuela, ha sido un cruce de caminos, una villa por la que pasaba la Cañada Real Segoviana que unía Castilla de norte a sur. Un enclave rodeado de dehesas, pinares, rodeado por el río Guadalemar y arropado por las sierras de Mirabueno y los Villares. Desde la cima de su sierra, coronado por un antiquísimo Castro Celta, se puede contemplar toda la comarca de La Siberia, sin olvidar el bello paraje natural de Tabla Corta, de remansadas y someras aguas.
Haciendo un recorrido por la historia se puede empezar hablando de la sierra de Mirabueno. Allí existe entre un gran roquedo, ruinas de lo que pudo ser una ciudad fortificada celta. Este recinto amurallado tiene unos 300 m², sus constructores aprovecharon los accidentes naturales simultaneando los muros de piedras con murallas que construyeron. Rodeando la fortificación hay cinco cuevas que evidencian que han sido habitadas por el hombre. Estas cuevas son las siguientes: “Cuarto del Moro”, “las Lastras”, “La Cocina”, “La Sala Principal” y la “Galería”.
También se ha encontrado numerosos hachas prehistóricas, y otros utensilios que evidencian que hubo un importante asentamiento. Además existe un aljibe vestido con enorme piedras, que a pesar de estar semiciego conserva agua que mana.
Es probable que este recinto también existiera durante la ocupación árabe, formando parte de las comunicaciones entre Mérida, Sevilla, Córdoba, Almadén y Toledo. Ya que los vecinos llaman a esta sierra El Castillo, por contar la tradición que en tiempos antiguos la habitaban los moros. Además existen vestigios en la falda de la montaña de ruinas medievales. También se puede deducir porque en Capilla existe un puente medieval llamado de Garbayuela, de origen quizás romano, con ocho arcos, hoy muy maltrecho, fundamental en la red de itinerarios de la Mesta, que se sitúa en sus proximidades en dirección a Peñalsordo, evidenciando la importancia del lugar como nudo de comunicaciones y de la ganadería trashumante.

### Reconquista
Estas tierras pertenecieron al reino musulmán de Toledo hasta 1085 que fueron conquistadas por Alfonso VI, rey de Castilla. Pero al estar el territorio tan alejado de Toledo no se incorporó a Castilla y quedó como frontera entre moros y cristianos.
En los años posteriores a la batalla de las Navas de Tolosa en 1212 fue cuando la Siberia se incorpora a Castilla. Como Garbayuela pertenece a Puebla de Alcocer su historia corre paralela a la de esta población. En 1225 se conquistó Puebla de Alcocer. Era un territorio muy despoblado, pero a partir de 1288 se produjo un gran empuje al otorgar Toledo la primera carta de repoblación a Puebla de Alcocer en condiciones muy ventajosas. Fue durante estos años cuando posiblemente se repobló Garbayuela.
A lo largo de los años Puebla de Alcocer con su territorio pasa en varias ocasiones a Toledo, en el siglo XVI, se une a Capilla adscrito a la Casa de Béjar y posteriormente a la Casa de Osuna. En 1594 formaba parte de la Tierra de Belalcázar en la provincia de Trujillo.
Garbayuela se constituyó en villa independiente a finales del XVIII, concretamente en el año 1761.[cita requerida]. A cambio sus vecinos tuvieron que pagar tres millones y medio de ducados. Después de ser villa libre, surgió con el rey un pequeño problema, porque desde la concesión de villa hasta el abono de la cuantía había once vecinos más. Por cada uno de ellos se les exigió 7500 maravedíes. Después de cinco años de pleito se abonó.

### Edad Contemporánea
A la caída del Antiguo Régimen la localidad se constituye en municipio constitucional en la región de Extremadura, entonces conocido como «Garvayuela». Desde 1834 quedó integrado en el partido judicial de Herrera del Duque. En el censo de 1842 contaba con 102 hogares y 396 vecinos. Hacia mediados del siglo XIX, la villa tenía contabilizadas 93 casas. Por entonces era ayuntamiento de la provincia de Badajoz, dependiente de la Audiencia Territorial de Cáceres y de la diócesis de Toledo. Aparece descrita en el octavo volumen del Diccionario geográfico-estadístico-histórico de España y sus posesiones de Ultramar de Pascual Madoz de la siguiente manera:

GARVAYUELA: v. con ayunt. en la prov. de Badajoz (28 leg.), part. jud. de Herrera del Duque (3), aud. terr. de Cáceres (24), dióc. de Toledo (24), c. g. de Estremadura: sit. sobre una pequeña elevacion, á corta dist. de las sierras llamadas de Mirabueno y Fuente-Blanca, está ventilada de todos los aires y no se conocen enfermedades endémicas: tiene 93 casas pequeñas y de mala distribucion que forman calles muy sucias, desempedradas la mayor parte, y una plaza regular, en cuyos opuestos frentes se ven la igl. y el pósito: este edificio cuyo fondo consiste en 300 fan. de grano, se construyó á fines del siglo pasado, y sirve de casa municipal; la igl. está dedicada á San Pedro Apóstol con curato de entrada y provision ordinaria: hay escuela de niños dotada con 600 rs. de los fondos públicos, en los afueras el cementerio y una fuente para el surtido del vecindario. Confina el térm. N. con el de Fuen-labrada de los Montes (4 leg.); E. Tamurejo y Agudo (1/4); S. Siruela (1/8); O. Puebla de Alcocer (1/2), y comprende 6,000 fan., de las cuales se cultivan 2,000, siendo las demas, cuya mayor parte se hallan al N., de terreno áspero que forma cord. con monte bravo de brezo, madroño y jara; lo demas flojo, de poca miga, pedregoso y nada fértil; le baña el r. Guadalemar en direccion de E. á O., el cual en las avenidas de invierno es invadeable y en verano suspende su curso. caminos: pasa por la v. la carretera general de Badajoz á la Mancha en mal estado: el correo se recibe en Siruela 3 veces ala semana. prod.: granos en muy corta cantidad: se mantiene ganado lanar, cabrio y vacuno, y se cria abundante caza de todas clases y animales dañinos. ind. y comercio: por la escasez de cereales se surte en la mayor parte de los pueblos inmediatos. pobl.: 102 vec., 396 alm. cap. prod.: 3.364,640 rs. imp.: 114,604. contr.: 6,304 rs. 9 mrs.
Este pueblo perteneció al vizcondado de la Puebla de Alcocer, correspondiente á la Casa del Sr. duque de Osuna: fué ald. de la misma v. y se redimió á fines del siglo pasado.
(Madoz, 1847, p. 320)

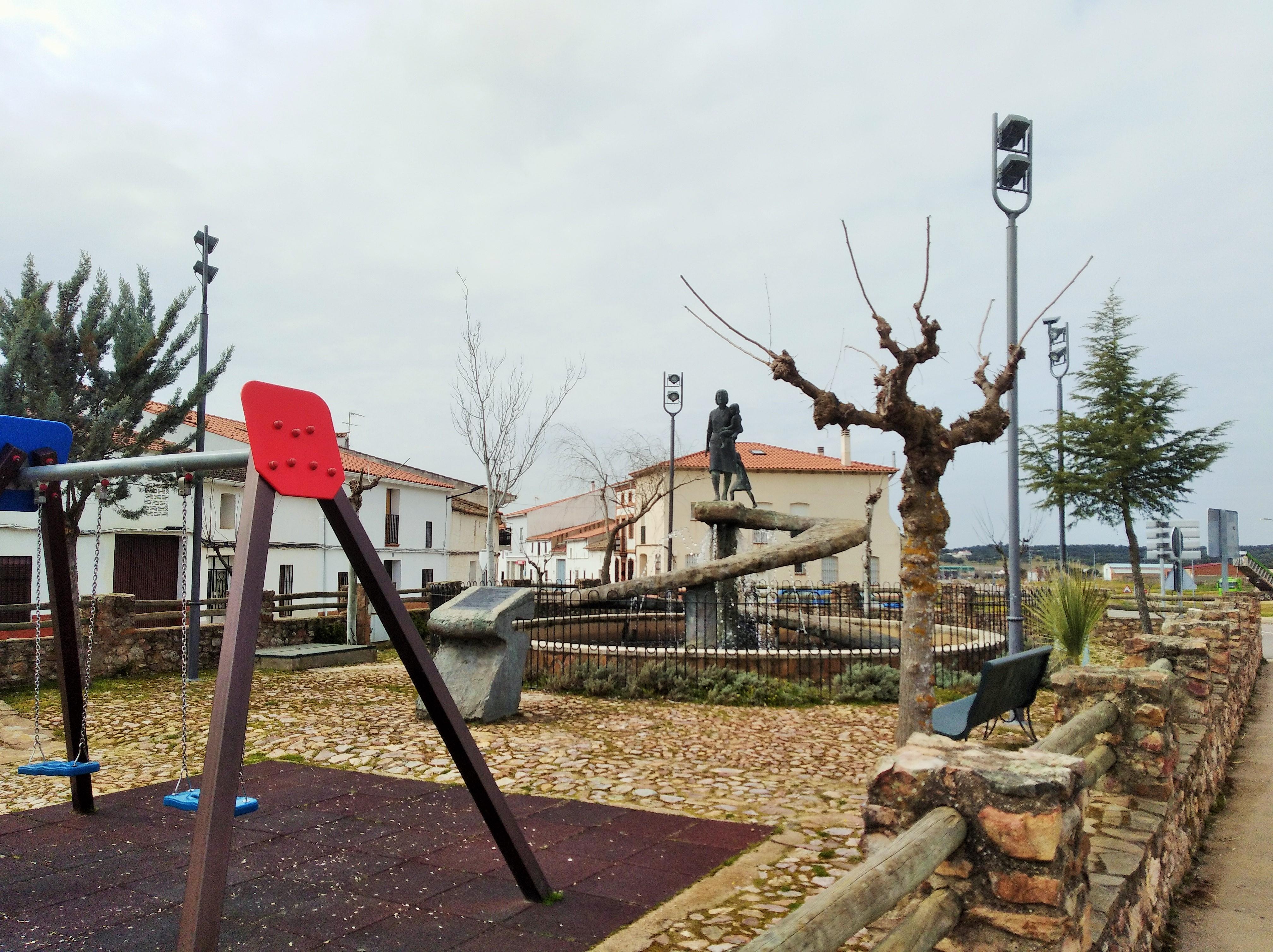
Fuente de la mujer trabajadora y parque infantil

En el siglo XX destacar la guerra civil española, situada en zona republicana, la localidad no sufrió fusilamientos algunos gracias a su último alcalde republicano Aurelio Sánchez Grano de Oro.
Garbayuela, como tantos otros pueblos de la Siberia extremeña, sucumbió al triste pero necesario fenómeno de la emigración en la década de 1960. Con una economía basada en la ganadería ovina y en la agricultura, no podía mantener a sus 1200 habitantes. La mitad de su población partió a las grandes ciudades para encontrar un futuro mejor, abandonando la tierra que les había visto nacer.
Pero tal y como han demostrado los años, su marcha no significó el olvido, ya que cada año regresan para disfrutar y compartir con los que quedaron aquí las fiestas y tradiciones de su pueblo.

## Demografía
Garbayuela cuenta con una población de 475 habitantes (INE 2024).
| Gráfica de evolución demográfica de Garbayuela entre 1842 y 2021                                                                                                   |
| |
| Población de derecho según los censos de población del INE. Población de hecho según los censos de población del INE.En este censo se denominaba Garvayuela: 1842. |

## Fiestas locales
- San Blas (febrero)
- La Enramá (Semana Santa)
- San Pedro (junio)
- Fiestas del Emigrante (agosto).